# William Scoresby (Schiff)
Die William Scoresby war ein britisches Forschungsschiff, das für den Einsatz im Rahmen der Discovery Investigations gebaut wurde.

## Geschichte
Das Schiff wurde Mitte der 1920er-Jahre unter der Baunummer 477 auf der Werft Cook, Welton & Gemmell in Beverley in Yorkshire gebaut. Der Stapellauf erfolgte am 31. Dezember 1925. Anschließend wurde das Schiff im Queen’s Dock in Hull ausgerüstet und am 14. Juni 1926 in Dienst gestellt. Das etwa 40 Meter lange und 8 Meter breite Schiff war nach dem britischen Seefahrer und Forscher William Scoresby benannt.
Das Schiff war für den Einsatz im Südlichen Ozean für Forschungsfahrten im Rahmen der Discovery Investigations des Discovery Committees gebaut und hier von 1926 bis 1938 eingesetzt. Anschließend wurde das Schiff in den St Katharine Docks in London aufgelegt.
Im Oktober 1939 wurde das Schiff von der britischen Admiralität gechartert und von der Royal Navy als HMS William Scoresby als Minensucher im Südatlantik eingesetzt. Ab Ende Januar 1944 nahm das Schiff an der Operation Tabarin teil.
Im September 1946 wurde das Schiff von der Royal Navy außer Dienst gestellt und aufgelegt. Im November kaufte die Admiralität das Schiff und ließ es von der Royal Fleet Auxiliary bereedern. In der Folge wurde es u. a. 1950 vor der Westküste Australiens für die Walforschung eingesetzt.
Ende 1950 wurde das Schiff zunächst erneut aufgelegt, bevor es am 26. Februar 1951 an das National Oceanographic Council übertragen wurde. Anfang 1953 wurde es für 2.500 £ zum Abbruch angeboten. Am 20. Mai 1954 wurde es schließlich für 1.900 £ an die British Iron and Steel Corporation verkauft und in Sutton Harbour, Plymouth, verschrottet.

## Technische Daten
Der Antrieb des Schiffes erfolgte durch eine Dreifach-Expansionsmaschine, die von Amos and Smith in Hull hergestellt worden war.